# Талмурзин, Серик Кайранович
Серик Кайранович Талмурзин (каз. Талмұрзин Серік Қайранұлы; 1938 год, аул Шаган-Тогай, Тарбагатайский район) — старший чабан совхоза «Аркалдинский» Урджарского района Семипалатинской области, Казахская ССР. Герой Социалистического Труда (1966).

## Биография
Родился в 1938 году в крестьянской семье в ауле Шаган-Тогай. С 1963 года трудился чабаном, старшим чабаном совхоза «Аркалдинский» Урджарского района. Позднее был назначен бригадиром комсомольско-молодёжной бригады в этом же совхозе.
В 1966 году бригада Серика Талмурзина достигла выдающихся трудовых успехов в овцеводстве и заняла первое место в республиканском соревновании среди овцеводов. За выдающиеся успехи, достигнутые в развитии животноводства удостоен звания Героя Социалистического Труда указом Президиума Верховного Совета СССР от 22 марта 1966 года с вручением ордена Ленина и золотой медали «Серп и Молот».
Участвовал в работе XIX Всесоюзной конференции КПСС.

## Награды
- Герой Социалистического Труда
- Орден Ленина
- Орден «Знак Почёта»